# 오다 카오리
카오리 (KAORI) (오다 카오리, 1988년 5월 11일)은 SPACE CRAFT PRODUCE소속의 일본의 가수. 카나가와현 출신. 혈액형 O형. 신장 171cm.

## 경력
- CHIX CHICKS (전 BJ Girls)의 일원[1]
- 카지우라 유키의 솔로프로젝트 FictionJunction의 KAORI로 보컬로 참가
- Sound Horizon의 KAORI로 보컬로 참가
- 솔로 오다 카오리 로써의 활동

## 에피소드
- 특기는 메이크업, 배구, 귀를 움직이는 것
- 아역 부문의 도쿄 아동극단으로 사무소에 소속하여, 성우 히라노 아야와 그때부터 알게되어 친한사이라고 함 (NHK의 라디오 프로그램에서 게스트로서 공동출연)
- Sound Horizon에서 활동하고 있는 요시다 유우키와는 초등학교때부터 동창

## CD

### 솔로

#### 싱글
- Brilliant World (2007년 3월 21일)

닌텐도 DS 시뮬레이션 RPG 루미네스 아크 오프닝 주제곡
- Calling (2007년 8월 22일)

TV 애니메이션 바카노! 엔딩 주제가
- 暁のバタフライ (2013년 4월 24일)

PSP게임 AMNESIA CROWD 오프닝테마
PSP게임 AMNESIA CROWD 엔딩테마
스마트폰 アムネシア for iOS & Android 오프닝테마
- Reverberation (2013년 11월 27일)

PSV게임 AMNESIA V Edition 오프닝테마
PSV게임 AMNESIA V Edition 엔딩테마
PSV게임 猛獣使いと王子様 오프닝테마
- 花はうつつに (2014년 1월 29일)

PSP게임 忍び、恋うつつ 오프닝테마
PSP게임 忍び、恋うつつ 엔딩테마
iOS & Android용 어플「アムネシア LATER」오프닝테마
- 追想カノン (2014년 6월 25일)

PSV게임 AMNESIA WORLD 오프닝테마
PSV게임 AMNESIA WORLD 엔딩테마
- ふたり綾とり (2015년 6월 24일)

PSV게임 忍び、恋うつつ−雪月花恋絵巻− 오프닝테마
PSV게임 忍び、恋うつつ−雪月花恋絵巻− 엔딩테마
PSV게임 猛獣使いと王子様∼Snow Bride∼ 오프닝테마

#### 앨범
- PLACE (2013년 2월 6일)
- COLORS (2014년 5월 7일)

#### Live Album
- 薄桜鬼＆AMNESIAコンサート2014 in ZEPP TOKYO (2015년 3월 4일)

#### Sound Track
- 닌텐도 DS 시뮬레이션 RPG 루미네스 아크 Original Sound Track (2007년 3월 21일)

01.「Brilliant World (Game ver.)」
41.「Brilliant World -Brazilian Club Mix-」
- WILD ARMS XF Original Sound Track (2007년 8월 29일)

Disk 1-21.「本気の嘘 (prologue size)」
Disk 4-01.「本気の嘘 (Ver. true heart)」
Disk 4-25.「誰がために」
- 바카노! Original Sound Track Soiral Melodies (2007년 10월 24일)

「Calling (TV버전)」
- AMNESIA 드라마CD 〜AMNESIA OF THE DEAD〜（2012년 4월 18일)

「My Destiny」（short ver.）
- AMNESIA CROWD 「サウンドトラック PLUS」(2013년 4월 25일)

「暁のバタフライ」（Game size）
「君と愛になる」（Game size）
「始まりの記憶」（Game size）

### 하라주쿠 BJ Girls
- BJ ONE! (2005년 4월 29일)

01.「You'd be so Nice to come Home」(솔로)
07.「Over the Rainbow」
- BJ TWO! (2005년 9월 25일)

01.「Route 66」
02.「What A Difference A Day Made」(솔로)
- BJ THREE! (2006년 8월 23일)

01.「Alexander's Ragtime Band」
02.「Lady Marmalade」
04.「A Night In Tunisia」
07.「You've Got A Friend」

### CHIX CHICKS
- 1st Mini Album BIRTHDAY EVE (2007년 10월 20일)

01.「Shining Star」
02.「Ding! Dong! Dong!」
03.「Bye」
04.「Type on Me」
05.「愛のふるえ 」
- 영화「음표와 다시마」Sound Track (2008년 1월 23일, CHIX CHICKS로써 참가)

04.「Blue Love Letter 」
08.「Soul Mate 」
09.「Blue Love Letter -Ending Version-」
- 2nd Mini Album ELECTRO CHIX-Greatest Artist & Melodies- (2008년 6월 21일)

01.「Madonna medley ~Into The Groove-Dress You Up-Material Girl-Like A Virgin~」
02.「ABBA medley ~Gimme! Gimme! Gimme!-S.O.S-Dancing Queen~」
03.「Donna Summer medley ~I Feel Love-Bad Girls-Hot Stuff~」
04.「Kylie Minogue medley ~Step Back In Time-Turn It Into Love-I Should Be So Lucky-The Loco Motion~」
05.「Earth,Wind&Fire medley ~Fantasy-Let's Groove-Boogie Wonderland-September~」
- Remix Album RE:ELECTRO CHIX Greatest Artists & Melodies (2009년 1월 21일)

01.「Kylie Minogue / SEXY-SYNTHESIZER Remix」
02.「Donna Summer / 80Kidz Remix 」
03.「ABBA / Cutie Pai Remix」
04.「Madonna / CONGOROCK Remix」
05.「Earth, Wind & Fire / FREDO Remix」
06.「"ELECTRO CHIX" MEGA MIX / Tofubeats Remix」

### FictionJunction

#### 앨범
싱글 및 앨범의 자세한 정보는 FictionJunction 위키를 참고

#### Sound Track
- NHK 애니메이션「츠바사 크로니클」Original Sound Track「Future Soundscape I」(2005년 7월 6일)

09.「tsubasa」
- NHK 애니메이션「츠바사 크로니클」Original Sound Track「Future Soundscape III」(2006년 7월 5일)

11.「dream scape」
- NHK 애니메이션「츠바사 크로니클」Best Vocal Collection

02.「tsubasa」
09.「dream scape」
- 카지우라 유키 두 번째앨범「FICTIONII」（2011년 3월 30일)

「the image theme of Xenosaga II」（코러스）
「heigen」
「maybe tomorrow (Xenosaga III ending theme)」（코러스）
- 역사 비화 스토리 Original Sound Track 2 (2011년 4월 13일)

「until you find a light～op theme #5」
「a fruitless love」

### Another Union
- アナザーユニオン (2012년 10월 6일)

「冷たい夜」
「Darlin’」
「紡ぎ詩」
「ハジマリの物語」

### Sound Horizon

#### 싱글
- 少年は剣を… (2006년 10월 4일)

- 聖戦のイベリア (2007년 8월 1일)

- Revo & 카지우라 유키 Collaboration「Dream Port」(2008년 6월 18일)

#### 앨범
- Roman (2006년 11월 22일)

- Moira (2008년 9월 3일)

참여한 보컬곡에 관해서는 각 앨범위키 참고

### 기타활동
- Sammy presents Pachi Slot Music CREATORS' SELECT (2011년 2월 16일)

「LOVE×∞(インフィニティ)」
- 王族BAND クロスピース＜CROSS PEACE＞ (2011년6월29일)

「サヨナラの代わりに」
「Flowers in Paradise」
- 花想少女～Lip-Aura～幻想歌曲集 (2011년 10월 26일)

「月灯りと糸車　/　唄：織田かおり、霜月はるか」
「君の跡形　/　唄：霜月はるか、織田かおり、Annabel」
- AMNESIA SONG COLLECTION 「Remember」（2012년 5월 23일)

「始まりの記憶」
「永遠の一秒」
「My Destiny」
- 언체인 블레이즈 VOCAL COLLECTION (2012년 11월 28일)

「日の当たる場所へ」
- MANYO WORKS BEST!! (2013년 4월 3일)

「記憶のシルエット」
「世界の果てで」
「君の跡形 〜Whites nen zai, rin o eclef〜」
- 霜月はるか れっつごー☆シモツキン（2013년 7월 24일)

「piacere!」（霜月はるか＆織田かおり）
「piacere!」（織田かおりソロバージョン）

## DVD
- Sound Horizon Concert Tour 2006-2007 Roman~우리들이 이어가는 이야기~ (2007년 4월 25일)
- Bon-Bon Blanco 여제(女祭) (2008년 2월 6일)
- Sound Horizon 사진집특전 《Triumph~제2차 영토 확장의 궤적~》 (2008년 2월 8일)
- 영화「음표와 다시마」DVD 특전영상참가 (2008년 7월 2일)
- Yuki Kajiura LIVE #02 2008.07.31 (2008년 12월 24일)
- Sound Horizon 6th Story Concert Moira~그래도 나아가세요 아이들이여~ (2009년 3월 25일)
- Sound Horizon 제3차 영토 확대 원정 개선 기념「국왕성탄제」(2009년 12월 9일)
- FictionJunction～Yuki Kajiura LIVE vol.#4 PART2～ (2009년 12월 23일)
- Animelo Summer Live 2009 RE:BRIDGE 8.23 (2010년 2월 24일)
- Sound Horizon 5th Anniversary Movie 『Across The Horizon』(2010년 3월 24일)
- オトメイトパーティー♪2012 (2012년 12월 21일)
- TYPE-MOON Fes. 10th Anniversary Event (2013년 1월 16일)
- 梶浦由記 / FictionJunction　Yuki Kajiura LIVE vol.#9 “渋公Special ” (2013년 2월 20일)
- オトメイトパーティー♪2013 (2013년 12월 20일)
- The Assorted Horizons (2014년 6월 18일)
- Yuki Kajiura LIVE vol.#11 elemental Tour 2014　2014.04.20 @NHK Hall + Making of elemental Tour 2014 (2014년 9월 24일)
- オトメイトパーティー♪2014 (2015년 2월 27일)

## LIVE

### 솔로 및 밴드
- 2009년 織田かおり First Acoustic LIVE ～Kaori's melody vol.#1 X'mas Special～

12월 23일 1회 15:00 개연 (추가공연)
12월 23일 2회 18:00 개연
- 2012년 アナザーユニオン　First Live 「ONE」

10월 6일 도쿄 六本木morph-tokyo
- 2013년 月刊アナザーユニオン 1月号

1월 26일 도쿄 六本木morph-tokyo
- 2013년 月刊アナザーユニオン 2月号

2월 23일 도쿄 六本木morph-tokyo
- 2013년 月刊アナザーユニオン 3月号

3월 23일 도쿄 六本木morph-tokyo
- 2013년 月刊アナザーユニオン 増刊号

3월 24일 도쿄 六本木morph-tokyo
- 2013년 織田かおりファーストソロライブ“PLACE”

4월 14일 1부 도쿄 六本木morph-tokyo 여성한정라이브
4월 14일 2부 도쿄 六本木morph-tokyo 남성한정라이브
- 2013년 アナザーユニオン second Live 「Twice」

7월 14일 도쿄 clubasia
- 2013년 織田かおり セカンドソロライブ “暁のバタフライ”

9월 1일 1부 도쿄 六本木morph-tokyo 여성한정라이브
9월 1일 2부 도쿄 六本木morph-tokyo 남성한정라이브
- 2014년 織田かおり 3rdソロライブ“Reverberation”

1월 18일 1부 도쿄 六本木morph-tokyo 여성한정라이브
1월 18일 2부 도쿄 六本木morph-tokyo 남성한정라이브
- 2014년 織田かおり Birthday LIVE 2014

5월 11일 도쿄 TSUTAYA O-WEST
- 2014년 織田かおり 5th SOLO LIVE"Colors"

8월 23일 도쿄 시부야 WWW
- 2014년 『薄桜鬼＆AMNESIAコンサート2014 in ZEPP TOKYO』

10월 19일 도쿄 ZEPP TOKYO
- 2015년 織田かおり 6th SOLO LIVE “2015””

2월 15일 도쿄 시부야 WWW
- 2015년 織田かおり×結城アイラ 香港LIVE

4월 11일 홍콩 香港柴湾青年広場Y綜芸館
- 2015년 織田かおり 7th SOLO LIVE “ふたり綾とり””

6월 28일 도쿄 시부야 WWW
- 2015년 織田かおり 8th SOLO LIVE “FRIDAY NIGHT”

9월 24일 도쿄 시부야 WWW

### 게스트참가 및 이벤트

#### 2012년
- 王族BAND feat.織田かおり ver.ZERO ～CROSS OVER～

6월 1일 도쿄 下北沢GARDEN
- オトメイトパーティー♪2012

8월 5일
- MUSIC ENERGY 2012

8월 30일 도쿄 新国立劇場

#### 2013년
- オトメイトパーティー♪2013

6월 9일
- アニメジャパンフェス ２０１３ “夏の陣” 「AJFネオジェネレーション」

8월 9일 도쿄 Zepp Tokyo
- MUSIC ENERGY 2013

9월 14일 도쿄 도쿄국제포럼 홀C
- Haruka Shiimotsuki solo live Lv.5～シモツキンの挑戦状～

11월 2일 오사카 なんばHatch
11월 3일 나고야 ボトムライン
- NEO GENERATION 2013 Steppin’ X’mas

12월 15일 도쿄 Shibuya O-East
「Reverberation」発売記念イベント
12월 23일 오사카 アニメイト大阪日本橋店
1월 4일 요코하마 アニメイト横浜店
- アニソンキング

12월 31일 도쿄 新宿文化センター

#### 2014년
- アリオライブセレクション

4월 27일 삿포로 アリオ札幌
- 「Colors」発売記念イベント

5월 17일 도쿄 タワーレコード新宿店
5월 30일 도쿄 アニメイト池袋本店
6월 7일 나고야 アスナル金山
- 6월 8일 고베 阪急西宮ガーデンズ
- ららぽーと新三郷フリーイベント

6월 21일 사이타마 ららぽーと新三郷 1F スカイガーデンステージ
- アリオ橋本イベント

6월 22일 카나가와 アリオ橋本
- オトメイトパーティー♪2014

8월 3일 도쿄 도쿄국제포럼 홀A
- Connichi 2014

9월 독일
- MUSIC ENERGY 2014

9월 23일 도쿄 도쿄국제포럼 홀C
- NEO GENERATION“Twinkle Stars X'mas”2014

12월 7일 도쿄 TSUTAYA O-EAST
- のざＰ・松永真穂のライブドッグ～年越しスペシャルライブ

12월 31일 도쿄 文化放送メディアプラスホール

#### 2015년
- ストラトス音楽祭

4월 30일 도쿄 新宿BLAZE
- 『ふたり綾とり』発売記念イベント

7월 4일 アニメイト横浜
7월 12일 アニメイト大阪日本橋

## 라디오
- 織田かおりのcolorful mode (超!A&G+ 2011년 10월 2일 - 2012년 3월 30일, 총 130회)
- 織田かおりのもっとColorful Mode (超!A&G+ 2012년 4월 2일 - 2015년 4월 3일, 총 914회)
- 織田かおりのTHE CATCH (超!A&G+ 2015년 4월 8일 - 현재)[2]

## 그 외
- アニぱら音楽館 레귤러 참여 (2014.02.21 #389~현재)
- 유니버설 스튜디오 재팬 피터팬의 네버랜드 웬디 (소녀시대)역 ※ 목소리와 노래 출현[3]
- 2009년 2월 28일 문화방송 라디오 A&G 컴차트 카운트 다운 #333회 출연
- 2009년 6월 12일 테레비사이타마 아니메천국 #85 출연
- 2009년 6월 19일 테레비사이타마 아니메천국 #86 출연
- 2014년 5월 23일 메자마시테레비 출연